# Герб Полтавской губернии
Герб Полтавской губернии —  официальный символ Полтавской губернии, утверждён 5 июля 1878 года.

## Описание
Въ золотомъ щите, черный трехъугольный памятникъ, украшенный золотою кольцеобразною змеею. За памятникомъ, два зеленыхъ знамени, съ золотымъ коронованнымъ вензелевымъ изображенiемъ Имени Императора Петра Великаго, древки червления съ острiями отъ копья. Все сопровождаемо, въ главе щита, двумя косвенно, накрестъ, положенными червлеными мечами. Щитъ увенчанъ, Императорскою короною и окруженъ золотыми дубовыми листьями, соединенными Андреевскою лентою.— «Гербы губернiй и областей Россiйской Имперiи».

## История
Герб Полтавской губернии был составлен в соответствии с геральдической реформой Б. Кёне на основе герба города Полтавы 1803 года.
Герб символизирует победу российских войск в Полтавской битве. Каменная пирамида и лежащая на ней кольцом змея, держащая в пасти свой хвост ― символ вечной славы русских воинов, погибших на поле брани. Пальма символизирует первенство в битве (пальма первенства), так как под Полтавой впервые были разгромлены шведы, считавшиеся до тех пор непобедимыми.
В гербе Полтавской губернии были убраны деления щита, как это было в городском гербе, все главные эмблемы были объединены в одном поле. Герб был украшен золотыми дубовыми листьями, соединенными Андреевской лентой, во главе щита были помещены положенные накрест червлёные мечи. В новой редакции герб был утверждён в июле 1878 года.